# Paulacoutoia
Paulacoutoia is een geslacht van uitgestorven kreeftachtigen uit de klasse van de Ostracoda (mosselkreeftjes).

## Soorten
- Paulacoutoia kroemmelbeini Purper, 1979 †
- Paulacoutoia olivencai Purper, 1979 †